# Riksväg 27, Finland

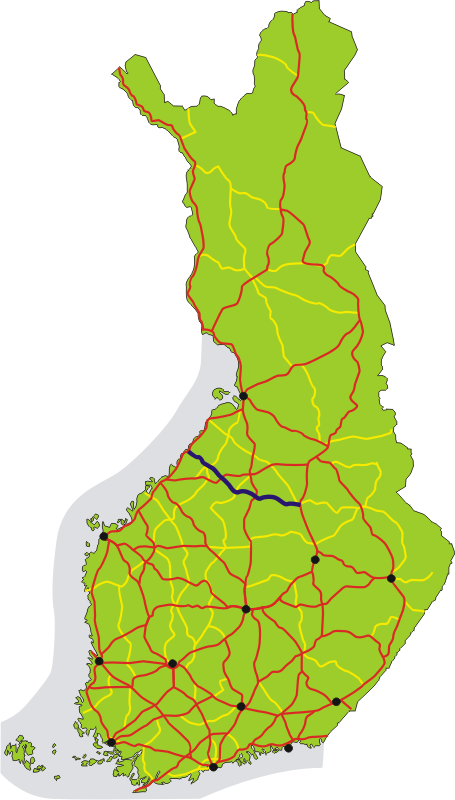
Riksväg 27 markerad med mörkblått på kartan

Riksväg 27 är en av Finlands huvudvägar. Den går från Kalajoki till Idensalmi.